# Chrysotaenia oxygramma
Chrysotaenia oxygramma är en fjärilsart som beskrevs av Louis Beethoven Prout 1932. Chrysotaenia oxygramma ingår i släktet Chrysotaenia och familjen mätare. Inga underarter finns listade i Catalogue of Life.